# مطماطة الجديدة
مطماطة الجديدة هي مدينة تونسية تقع على بعد حوالي عشرين كيلومترا جنوب قابس وعشرة أميال شمال مطماطة.
تتبع إداريا ولاية قابس، وتضم 14224 نسمة في 2014.
تقع في سهل على طريق قابس، وقد تم تاسيس المدينة في عام 1969 للانتقال سكان قرية الكهوف بمطماطة. بقى تطورها محدودا رغم تجهيز مطار قريب لفتح المنطقة.
وتقع المدينة الجديدة في الطرف الشمالي من أراضي قبيلة مطماطة وعاصمتها في وسط الجبال.